# Montbarrey
Montbarrey je naselje in občina v vzhodnem francoskem departmaju Jura regije Franche-Comté. Leta 2009 je naselje imelo 335 prebivalcev.

## Geografija
Kraj leži v pokrajini Franche-Comté ob reki Loue, 17 km jugovzhodno od Dola.

## Uprava
Montbarrey je sedež istoimenskega kantona, v katerega so poleg njegove vključene še občine Augerans, Bans, Belmont, Chatelay, Chissey-sur-Loue, Germigney, La Loye, Mont-sous-Vaudrey, Santans, Souvans, Vaudrey in La Vieille-Loye s 4.882 prebivalci (v letu 2009).
Kanton Montbarrey je sestavni del okrožja Dole.

## Zanimivosti
- cerkev sv. Petra in Pavla;

## Promet
- železniška postaja Gare de Montbarrey, ob progi Dijon - Vallorbe (kanton Vaud, Švica);